# 9-й гвардейский истребительный авиационный полк
9-й гвардейский истребительный авиационный полк — гвардейская воинская часть Военно-воздушных сил (ВВС) РККА СССР, принимавшая участие во Второй мировой войне и в Корейской войне. После распада СССР подразделения вошли в состав ВВС Узбекистана.
Полк образован на базе 69-го иап (приказ НКО СССР No. 70 от 07.03.42 г). За время войны лётчиками полка было уничтожено всего 558 самолётов — 7-й результат среди советских авиаполков.

## Наименования полка
За весь период своего существования полк несколько раз менял своё наименование:
- 69-й истребительный авиационный полк;
- 69-й истребительный авиационный Краснознамённый полк;
- 9-й гвардейский истребительный авиационный Краснознамённый полк;
- 9-й гвардейский истребительный авиационный Одесский Краснознамённый полк;
- 9-й гвардейский истребительный авиационный Одесский Краснознамённый ордена Суворова полк;
- 9-й гвардейский истребительный авиационный Одесский Краснознамённый ордена Суворова полк ПВО;
- 9-й гвардейский истребительный авиационный Одесский Краснознамённый ордена Суворова полк ВВС Узбекистана;
- 62-й гвардейский истребительный авиационный Одесский Краснознамённый ордена Суворова полк ВВС Узбекистана;
- Полевая почта 21842.

## История
13 сентября 1939 года, через несколько дней после начала второй мировой войны, был сформирован полк на аэродроме Мокрая города Запорожье на базе шестой истребительной авиаэскадрильи 1-го тяжелобомбардировочного авиационного полка 3-й авиационной армии особого назначения, а также летного и технического состав ещё трех эскадрилий той же армии. Закончив укомплектование эскадрилий и формирование служб, полк получил приказ перелететь на постоянное место базирование в Одессу, на школьный аэродром № 1. 10 апреля 1940 года полк вошел в состав 43-й истребительной авиабригады ВВС Одесского военного округа.
С 28 июня по 9 июля 1940 года полк в составе 43-й истребительной авиабригады ВВС 9-й армии Южного фронта принимал участие в присоединение Бессарабии на самолётах И-16. 1 августа 1940 года 43-я истребительная авиабригада переформирована в 21-ю смешанную авиадивизию ВВС Одесского военного округа.
На 22 июня 1941 года полк в составе 21-й смешанной авиационной дивизии ВВС Одесского военного округа (после нападения Германии на СССР были преобразованы в ВВС Южного фронта) вступил в боевые действия против гитлеровской Германии и её союзников на самолётах И-16. Полк имел на вооружении 70 самолётов И-16 (в том числе 20 неисправных), а также 5 самолётов МиГ-3, для полетов на которых летчики ещё не были подготовлены. С 22 июня 1941 года по 26 июля 1941 года участвовал в приграничных сражениях в Молдавии.
Первая известная воздушная победа полка против немецких ВВС была одержана 24 июня 1941 года: майор Шестаков Л. Л., пилотируя И-16, в воздушном бою в районе Кишинева сбил бомбардировщик противника Junkers Ju 88.
С июля 1941 года полк действовал в составе ВВС Приморской армии. С конца июля по 14 октября 1941 года полк участвовал в обороне Одессы на самолётах И-16, являясь единственным авиаполком Одесского оборонительного района. С конца августа до начала октября в составе полка действовала группа прикомандированных летчиков ВВС Черноморского флота на самолётах И-16 и Як-1. За время обороны Одессы полк выполнил 6600 боевых вылетов, провёл 575 воздушных боёв, 3500 штурмовок, уничтожил 124 вражеских самолёта, не считая огромного урона, который полк нанёс противнику в живой силе и технике на земле.
С 15 по 29 октября 1941 года полк вместе с другими частями Приморской армии после эвакуации из Одессы находился в Крыму, боевой работы не вел. В конце октября 1941 года выведен в Кировабад на переформирование в 11-й запасной истребительный авиационный полк. На вооружение получил истребители ЛаГГ-3. Здесь же из состава полка выделен ещё один полк — 69-й «А» истребительный авиационный полк.
10 февраля 1942 года за образцовое выполнение боевых заданий командования на фронте борьбы с немецкими захватчиками и проявленные при этом доблесть и мужество Указом Президиума ВС СССР полк награждён орденом Красного Знамени.
69-й истребительный авиационный Краснознамённый полк 7 марта 1942 года за образцовое выполнение боевых задач и проявленные при этом мужество и героизм Приказом НКО СССР № 70 от 7 марта 1942 года переименован в 9-й гвардейский истребительный авиационный Краснознамённый полк.
Всего в составе действующей армии 69-й истребительный авиационный полк находился с 22 июня 1941 года по 29 октября 1941 года.
С 23 июля 1942 года входил в состав 8-й ВА (6-я гв. иад). По инициативе командующего воздушной армией ген. Т. Т. Хрюкина на его базе во время Сталинградской битвы был организован «полк асов» Юго-Западного фронта для завоевания господства в воздухе. В полк были переведены самый результативный на тот момент летчик-истребитель СССР Герой Советского Союза М. Д. Баранов (20 сбитых и 6 уничтоженных на земле), а также будущие дважды Герои В. Д. Лавриненков и Амет-Хан Султан. Некоторое время в полку служили прославленные летчицы Екатерина Буданова и Лидия Литвяк.
С ноября 1942 года на вооружении имел Як-1.
В 1942 году лётчики полка в составе 8-й ВА вели бои в небе Сталинграда, участвовали в освобождении Ростова-на-Дону, Крыма.
С августа 1943 года до лета 1944 года на вооружении имел P-39 «Аэрокобра». С лета 1944 года до конца войны на вооружении имел Ла-7.
С октября 1944 г. в составе полк вошел в состав 303-й истребительной авиационной дивизии (6-я гвардейская истребительная Донская-Сегедская Краснознаменная ордена Суворова авиационная дивизия).
В полку 28 Героев Советского Союза, 1 Герой России, из них 24 получили это звание, воюя в составе полка, в том числе 4 дважды Героя Советского Союза.

## В действующей армии
В составе действующей армии:
- с 13 июня 1942 года по 12 мая 1944 года;
- с 25 октября 1944 года по 9 мая 1945 года.

## В составе соединений и объединений
| Период        | Фронт (округ)                      | армия                                   | корпус                                     | дивизия                                            | примечание |
| ------------- | ---------------------------------- | --------------------------------------- | ------------------------------------------ | -------------------------------------------------- | --- |
| 30.10.1941 г. | Закавказский фронт                 | ВВС фронта                              |                                            | 11-й запасной истребительный авиационный полк      | г. Кировабад, переучивание на ЛаГГ-3 |
| 07.03.1942 г. | Закавказский фронт                 | ВВС фронта                              |                                            | 11-й запасной истребительный авиационный полк      | г. Кировабад, переименован в 9-й гвардейский иап |
| 10.06.1942 г. | Закавказский фронт                 | ВВС фронта                              |                                            | 11-й запасной истребительный авиационный полк      | г. Кировабад, окончил переучивание на ЛаГГ-3 |
| 13.06.1942 г. | Юго-Западный фронт                 | 8-я воздушная армия                     |                                            | 268-я истребительная авиационная дивизия           | приступил к боевой работе на ЛаГГ-3 |
| 12.07.1942 г. | Сталинградский фронт               | 8-я воздушная армия                     |                                            | 268-я истребительная авиационная дивизия           | ЛаГГ-3 |
| 30.07.1942 г. | Сталинградский фронт               | 8-я воздушная армия                     |                                            | 268-я истребительная авиационная дивизия           | принял 20 ЛаГГ-3 и 9 летчиков от 194-го иап |
| 26.08.1942 г. | Сталинградский фронт               | 8-я воздушная армия                     |                                            | 268-я истребительная авиационная дивизия           | принял 8 ЛаГГ-3 от 156-го иап |
| 18.09.1942 г. | Сталинградский фронт               | 8-я воздушная армия                     |                                            |                                                    | выведен на левый берег Волги в тыл Сталинградского фронта, где получил и освоил истребители Як-1                                                         |
| 01.11.1942 г. | Сталинградский фронт               | 8-я воздушная армия                     |                                            |                                                    | по приказу Командующего 8-й ВА переформирован в «полк асов», пополнен летным составом, имеющим боевой опыт, и переведен со штата 015/134 на штат 015/284 |
| 10.12.1942 г. | Сталинградский фронт               | 8-я воздушная армия                     |                                            | 268-я истребительная авиационная дивизия           | возобновил боевую работу на Як-1 |
| 03.01.1943 г. | Южный фронт                        | 8-я воздушная армия                     |                                            | 268-я истребительная авиационная дивизия           | Як-1 |
| 18.03.1943 г. | Южный фронт                        | 8-я воздушная армия                     |                                            | 6-я гвардейская истребительная авиационная дивизия | дивизия преобразована в гвардейскую |
| 01.08.1943 г. | Южный фронт                        | 8-я воздушная армия                     |                                            | 6-я гвардейская истребительная авиационная дивизия | выведен в тыловую полосу фронта (пос. Зимовники) для переучивания и перевооружения на «Аэрокобру»                                                        |
| 17.08.1943 г. | Южный фронт                        | 8-я воздушная армия                     |                                            | 6-я гвардейская истребительная авиационная дивизия | вернулся к боевой работе. Аэрокобра |
| 20.10.1943 г. | 4-й Украинский фронт               | 8-я воздушная армия                     |                                            | 6-я гвардейская истребительная авиационная дивизия | Аэрокобра |
| 25.05.1944 г. | 4-й Украинский фронт               | 8-я воздушная армия                     |                                            | 6-я гвардейская истребительная авиационная дивизия | убыл с фронта для переучивания |
| 26.05.1944 г. | Московский военный округ           | ВВС округа                              |                                            |                                                    | аэр. Чкаловское, переучивание и перевооружение на Ла-7                                                                                                   |
| 25.10.1944 г. | 3-й Белорусский фронт              | 1-я воздушная армия                     |                                            | 303-я истребительная авиационная дивизия           | приступил к боевой работе на Ла-7 |
| 20.04.1945 г. | 1-й Белорусский фронт              | 16-я воздушная армия                    |                                            |                                                    | передан (непосредственно подчинялся штабу 16 ВА) для участия в берлинской операции                                                                       |
| 09.05.1944 г. | 3-й Белорусский фронт              | 1-я воздушная армия                     |                                            | 303-я истребительная авиационная дивизия           | Ла-7 |
| 10.06.1945 г. | Белорусско-Литовский военный округ | 1-я воздушная армия                     |                                            | 303-я истребительная авиационная дивизия           | Ла-7 |
| 09.07.1945 г. | Барановичский военный округ        | 1-я воздушная армия                     |                                            | 303-я истребительная авиационная дивизия           | Ла-7 |
| 04.02.1946 г. | Белорусский военный округ          | 1-я воздушная армия                     |                                            | 303-я истребительная авиационная дивизия           | аэродром Россь, Ла-7 |
| 01.06.1946 г. | Белорусский военный округ          | 1-я воздушная армия                     | 14-й истребительный авиационный корпус     | 129-я истребительная авиационная дивизия           | аэродром Кобрин, Ла-7 |
| 01.04.1952 г. | Московский район ПВО               | 78-я воздушная истребительная армия ПВО | 56-й истребительный авиационный корпус ПВО | 100-я истребительная авиационная дивизия ПВО       | Дадоново, МиГ-15 |
| 01.06.1953 г. | Война в Корее                      |                                         | 64-й истребительный авиационный корпус     | 100-я истребительная авиационная дивизия ПВО       | Мукден, МиГ-15 |
| 01.11.1954 г. | Туркестанский военный округ        |                                         | Туркестанский корпус ПВО                   | 100-я истребительная авиационная дивизия ПВО       | Андижан, МиГ-15 |
| 01.04.1960 г. | Туркестанский район ПВО            |                                         | 30-й отдельный корпус ПВО                  | 15-я дивизия ПВО                                   | Андижан |
| 01.05.1963 г. | ПВО страны                         | 12-я отдельная армия ПВО                |                                            | 15-я дивизия ПВО                                   | Андижан |
| 01.05.1963 г. | ПВО страны                         | 12-я отдельная армия ПВО                |                                            | 15-я дивизия ПВО                                   | Андижан |
| 01.03.1980 г. | Туркестанский военный округ        | ВВС Туркестанского военного округа      |                                            |                                                    | Андижан |
| 01.04.1986 г. | ПВО страны                         | 12-я отдельная армия ПВО                |                                            | 15-я дивизия ПВО                                   | Андижан |
| 01.01.1992 г. | ПВО страны                         | 12-я отдельная армия ПВО                |                                            | 15-я дивизия ПВО                                   | Андижан |

## Командиры полка
- майор Павел Николаевич Баранов 13.09.39 — 12.40
- майор Алексей Николаевич Марьинский 01.41 — 10.08.41
- майор Лев Львович Шестаков 10.08.41 — 15.08.43
- подполковник Анатолий Афанасьевич Морозов 15.08.43 — 18.06.44 (Погиб)
- капитан Аркадий Федорович Ковачевич 18.06.44 — 10.44 (ВРИО)
- майор Владимир Дмитриевич Лавриненков 10.44 — 06.45
- майор Алелюхин Алексей Васильевич — 06.45 — 07.45
- подполковник Фунтов Николай Федорович — 07.45 — 10.45 (ВРИО)
- подполковник Ворожейкин, Арсений Васильевич — 10.45 — 1948
- Каргинов Мурат Азаматович, 1973
- подполковник Юсупов Тахир Мирзарахматович 1976—1982

## Участие в сражениях и битвах
- Оборона Сталинграда — 28 июня 1942 по 25 января 1943 года
- Ростовская операция — с 25 января 1943 года по 15 февраля 1943 года
- Миусская операция, освобождение Таганрога — с 5 мая 1943 года по 24 августа 1943 года
- Мелитопольская операция — с 24 августа 1943 по 25 октября 1943 года
- Белорусская стратегическая наступательная операция (Операция «Багратион»)
  - Витебско-Оршанская наступательная операция — с 23 июня 1944 года 28 июня 1944 года
  - Минская наступательная операция — с 29 июня 1944 года по 4 июля 1944 года
  - Вильнюсская фронтовая наступательная операция — с 5 июля 1944 года по 20 июля 1944 года
  - Каунасская наступательная операция — с 28 июля 1944 года 28 августа 1944 года
- Гумбиннен-Гольдапская наступательная операция — с 16 октября 1944 года по 30 октября 1944 года
- Восточно-Прусская стратегическая наступательная операция — с 13 января 1945 года по 25 апреля 1945 года
  - Инстербургско-Кёнигсбергская наступательная операция — с 14 января 1945 года по 26 января 1945 года
  - Растенбургско-Хейльсбергская наступательная операция — с 27 января 1945 года по 12 марта 1945 года
  - Браунсбергская наступательная операция — с 13 марта 1945 года по 22 марта 1945 года
  - Кёнигсбергская операция — с 6 апреля 1945 года по 9 апреля 1945 года
  - Земландская наступательная операция — с 13 апреля 1945 года по 25 апреля 1945 года
- Берлинская наступательная операция

## Почётные наименования
За показанные образцы мужества и геройство в борьбе против фашистских захватчиков и в целях дальнейшего закрепления памяти о героических подвигах сталинских соколов приказом НКО СССР 4 мая 1943 году полку присвоено почетное наименование «Одесский».

## Награды
За образцовое выполнение боевых заданий командования на фронте борьбы с немецкими захватчиками при прорыве обороны в Восточной Пруссии и проявленные при этом доблесть и мужество Указом Президиума Верховного Совета СССР 19 февраля 1945 года полк награждён орденом Суворова II степени.

## Дважды Герои Советского Союза
- Алелюхин, Алексей Васильевич — 24.08.1943 и 01.11.1943 (сбил 34 самолёта),
- Амет-Хан Султан — 24.08.1943 и 29.06. 1945 (сбил 30 самолётов),
- Головачёв, Павел Яковлевич — 01.11.1943 и 29.06.1945 (сбил 30 самолётов),
- Лавриненков, Владимир Дмитриевич — 01.05.1943 и 01.07.1944 (сбил 35 самолётов).

## Герои Советского Союза, получившие звание в полку
- Асташкин, Михаил Егорович — 10.02.1942
- Байков, Георгий Иванович — 29.06.1945
- Борисов, Иван Григорьевич — 01.11.1943
- Елизаров, Сергей Михайлович — 29.06.1945
- Елохин, Агей Александрович — 10.02.1942
- Дранищев, Евгений Петрович — 24.08.1943
- Карасёв, Александр Никитович — 24.08.1943
- Ковачевич Аркадий Фёдорович — 01.05.1943
- Королёв, Иван Георгиевич — 10.02.1942
- Куница, Семён Андреевич — 10.02.1942
- Лавриненков Владимир Дмитриевич — 01.05.1943
- Маланов Алексей Алексеевич — 10.02.1942
- Рыкачёв, Юрий Борисович — 10.02.1942
- Сержантов, Иван Яковлевич — 24.08.1943
- Серогодский Василий Александрович — 10.02.1942
- Твеленев, Михаил Степанович — 23.02.1945
- Тимофеенко, Иван Васильевич — 01.07.1944
- Топольский, Виталий Тимофеевич — 10.02.1942
- Череватенко, Алексей Тихонович — 10.02.1942
- Шестаков, Лев Львович — 10.02.1942
- Шилов, Михаил Ильич — 10.02.1942

## Герои Советского Союза и Герой России, служившие в полку
- Морозов, Анатолий Афанасьевич — 27.03.1942
- Баранов, Михаил Дмитриевич — 12.08.1942
- Кузьмин, Георгий Павлович — 28.04.1943
- Литвяк, Лидия Владимировна — 05.05.1990
- Буданова, Екатерина Васильевна — 01.10.1993

## Развитие новых способов боевых действий
Штабом 8-й воздушной армии для отработки новых видов боевого применения — ведение боевых действий способом «свободная охота», привлекалась 6-я гв. иад. Руководством дивизии для этой цели с 8 по 15 мая 1943 года был выделен 9-й гвардейский истребительный авиационный полк, который в течение месяца отрабатывал данный способ, не привлекаясь к решению других задач. За семь дней охоты выполнено 156 самолёто-вылетов, летали 76 самолётов Як-1. Уничтожено: 29 грузовых автомашин, 6 грузовых автомашин, 1 автобус, сожжено 2 ж.д. вагона и 2 катера, потоплен 1 катер. В воздушных боях сбито: 2 Focke-Wulf Fw 190 Würger, 1 Messerschmitt Bf.109, 1 Junkers Ju 52; подбито: 1 Focke-Wulf Fw 189 Uhu; сожжено на земле: 1 Junkers Ju 88. Своих потерь не имели, поврежден один Як-1 в результате атаки 3-х Messerschmitt Bf.109 на аэродром подскока Марьевка.

## Память
Останки лётчиков, участников обороны Одессы, покоятся на Аллее Славы в Одессе:
- Семён Андреевич Куница
- Алексей Алексеевич Маланов
- Михаил Егорович Асташкин
- Виталий Тимофеевич Топольский
- Михаил Ильич Шилов

## Книги про историю полка
- Зильманович Дмитрий Яковлевич. На крыльях Родины. — Алма-Ата: Жалын, 1985. — 320 с. — 50,000 экз.